# Les Pains sur la table
Les Pains sur la table est un tableau réalisé par Pablo Picasso en 1908-1909. Cette tempera sur contreplaqué est une nature morte cubiste représentant une table sur laquelle est posé du pain. Elle est conservée au Kunstmuseum, à Bâle, en Suisse.